# Morte de Getúlio Vargas
A morte de Getúlio Vargas, o então 17º presidente do Brasil, ocorreu em 24 de agosto de 1954 quando Vargas cometeu suicídio com o disparo de um revólver calibre 32 no coração em seu próprio quarto, no Palácio do Catete, na cidade do Rio de Janeiro, então capital federal. A morte de Vargas ocorreu em um momento de grande instabilidade política no Brasil.
O presidente, que havia retornado ao poder em 1951 após um período de exílio, enfrentava fortes oposições e acusações de corrupção em seu segundo governo, após o processo de impeachment ocorrido em junho do mesmo ano, rejeitado na câmara dos deputados, e o atentado da rua Tonelero ocorrido no em 5 de agosto que visava matar o seu principal adversário Carlos Lacerda.
Após o anuncio da morte do presidente, houve uma grande comoção nacional que envolveu ataques a sedes de jornal e a necessidade de Carlos Lacerda sair do país.
A morte de Vargas marcou profundamente a história do Brasil, deixando um legado complexo e controverso. O presidente é considerado por muitos como um nacionalista que promoveu o desenvolvimento industrial do país e a defesa dos direitos dos trabalhadores. No entanto, seu governo também foi marcado por autoritarismo e repressão, especialmente durante o Estado Novo.

## Contexto
Carlos Lacerda, um dos principais opositores do Governo Vargas, iniciara sua campanha a deputado federal. Como havia sido ameaçado de morte algumas vezes, um grupo de simpatizantes, oficiais de Aeronáutica, decidiu servir-lhe de segurança durante seus comícios. Depois de um deles, realizado na noite de 4 de agosto de 1954, no pátio do Colégio São José, o jornalista voltou para casa acompanhado de seu filho Sérgio, de quinze anos, no automóvel do major-aviador Rubens Florentino Vaz.
Ao chegar na rua Tonelero, os três saltaram do veículo e, ao se despedirem, uma pessoa surgiu das sombras e disparou vários tiros. O major, desarmado, tentou se defender, mas foi atingido no peito. Enquanto isso, Lacerda levou seu filho para a garagem do prédio e voltou disparando contra o agressor, que fugiu num táxi. Um guarda municipal que estava nas proximidades, Sálvio Romeiro, ouviu os estampidos e, ao verificar o que estava acontecendo, também foi atingido por um tiro, mas anotou a placa do veículo fugitivo.
O Manifesto dos Generais, de 22 de agosto de 1954, pede a renúncia de Getúlio. Foi assinado por 19 generais de exército, entre eles, Castelo Branco, Juarez Távora e Henrique Lott e dizia: "Os abaixo-assinados, oficiais generais do Exército…solidarizando com o pensamento dos camaradas da Aeronáutica e da Marinha, declaram julgar, como melhor caminho para tranquilizar o povo e manter unidas as forças armadas, a renúncia do atual presidente da República, processando sua substituição de acordo com os preceitos constitucionais".
Logo depois de sua última reunião ministerial, na qual fora aconselhado, por ministros, a se licenciar da presidência. Getúlio registrou em sua agenda de compromissos, na página do dia 23 de agosto de 1954, segunda-feira: "Já que o ministério não chegou a uma conclusão, eu vou decidir: determino que os ministros militares mantenham a ordem pública. Se a ordem for mantida, entrarei com pedido de licença. Em caso contrário, os revoltosos encontrarão aqui o meu cadáver".
Getúlio concordou em se licenciar sob condições, que constavam da nota oficial da presidência da república divulgada naquela madrugada: "Deliberou o Presidente Getúlio Vargas… entrar em licença, desde que seja mantida a ordem e os poderes constituídos…, em caso contrário, persistirá inabalável no propósito de defender suas prerrogativas constitucionais, com sacrifício, se necessário, de sua própria vida".
Getúlio, no final da reunião ministerial, assina um papel, que os ministros não sabiam o que era, nem ousaram perguntar. Encerrada a reunião ministerial, sobe as escadas para ir ao seu apartamento. Vira-se e despede-se do ministro da Justiça Tancredo Neves, dando a ele uma caneta Parker 51 de ouro e diz: "Para o amigo certo das horas incertas!".

## Suícidio

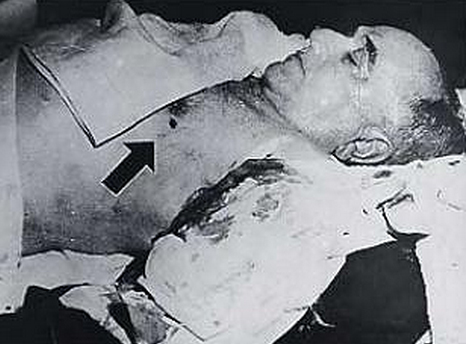
Corpo de Vargas, com uma seta para o buraco da bala.

Na manhã do dia 24, às 8h30 da manhã, ouviu-se um tiro, os familiares encontraram Getúlio agonizante, o corpo sobre a cama, o buraco da bala pouco acima do monograma "GV" gravado no pijama.
Além de de familiares e funcionarios do Catete, logo chegaram aliados do presidente, notadamente,Tancredo Neves e Osvaldo Aranha.
A data não poderia ser mais emblemática: Getúlio, que se sentia massacrado pela oposição, pela "República do Galeão" e pela imprensa, escolheu a noite de São Bartolomeu para sua morte. 
Tancredo contou a Carlos Heitor Cony em 3 de agosto de 1984, como foram os últimos minutos de Getúlio. O depoimento de Tancredo saiu na Revista Manchete de 1 de setembro de 1984:
Por volta das sete e meia, oito horas da manhã, ouviu-se o estampido seco. Desceu o elevador, às pressas, o Coronel Dornelles, um dos oficiais de serviço na presidência. Nós subimos apressadamente para o quarto onde o presidente se achava. Os primeiros a entrar foram o General Caiado, Dona Darci, Alzira, Lutero e eu. Encontramos o presidente de pijama, como meio corpo para fora da cama, o coração ferido e dele saindo sangue aos borbotões. Alzira de um lado, eu do outro, ajeitamos o presidente no leito, procuramos estancar o sangue, sem conseguir. Ele ainda estava vivo. Havia mais pessoas no quarto quando ele lançou um olhar circunvagante e deteve os olhos na Alzira. Parou, deu a impressão de experimentar uma grande emoção. Neste momento, ele morre. Foi uma cena desoladora. Todos nós ficamos profundamente compungidos; esse desfecho não estava na nossa previsão. O presidente em momento nenhum demonstrou qualquer traço de emoção, nunca perdeu o seu autodomínio, jamais perdeu sua imperturbável dignidade, de maneira que foi um trágico desfecho, que surpreendeu a todos e nos deixou arrasados.— Tancredo Neves

## Carta-testamento
Uma versão manuscrita da carta-testamento, assinada no final da última reunião ministerial, somente foi divulgada ao público, em 1967, por Alzira Vargas, pela Revista O Cruzeiro, no intuito de rebater as críticas de Carlos Lacerda, que não acreditava que tal carta manuscrita existisse. Nesta carta manuscrita, Getúlio explica seu gesto:
Deixo à sanha de meus inimigos, o legado de minha morte. Levo o pesar de não ter podido fazer, por este bom e generoso povo brasileiro, e principalmente pelos mais necessitados, todo o bem que pretendia.

A mentira, a calúnia, as mais torpes invencionices foram geradas pela malignidade de rancorosos e gratuitos inimigos, numa publicidade dirigida, sistemática e escandalosa.
Acrescente-se na fraqueza dos amigos que não defenderam, nas posições que ocupavam, à felonia de hipócritas e traidores a quem beneficiei com honras e mercês, à insensibilidade moral de sicários que entreguei à Justiça, contribuindo todos para criar um falso ambiente na opinião pública do país contra a minha pessoa.
Se a simples renúncia ao posto a que fui levado pelo sufrágio do povo me permitisse viver esquecido e tranquilo no chão da pátria, de bom grado renunciaria. Mas tal renúncia daria apenas ensejo para, com mais fúria, perseguirem-me e humilharem-me. Querem destruir-me a qualquer preço. Tornei-me perigoso aos poderosos do dia e às castas privilegiadas.
Velho e cansado, preferi ir prestar contas ao Senhor, não dos crimes que não cometi, mas de poderosos interesses que contrariei, ora porque se opunham aos próprios interesses nacionais, ora porque exploravam, impiedosamente, aos pobres e aos humildes. Só Deus sabe das minhas amarguras e sofrimentos. Que o sangue dum inocente sirva para aplacar a ira dos fariseus.

Agradeço aos que de perto ou de longe me trouxeram o conforto de sua amizade. A resposta do povo virá mais tarde...— Getúlio Vargas

## Enterro

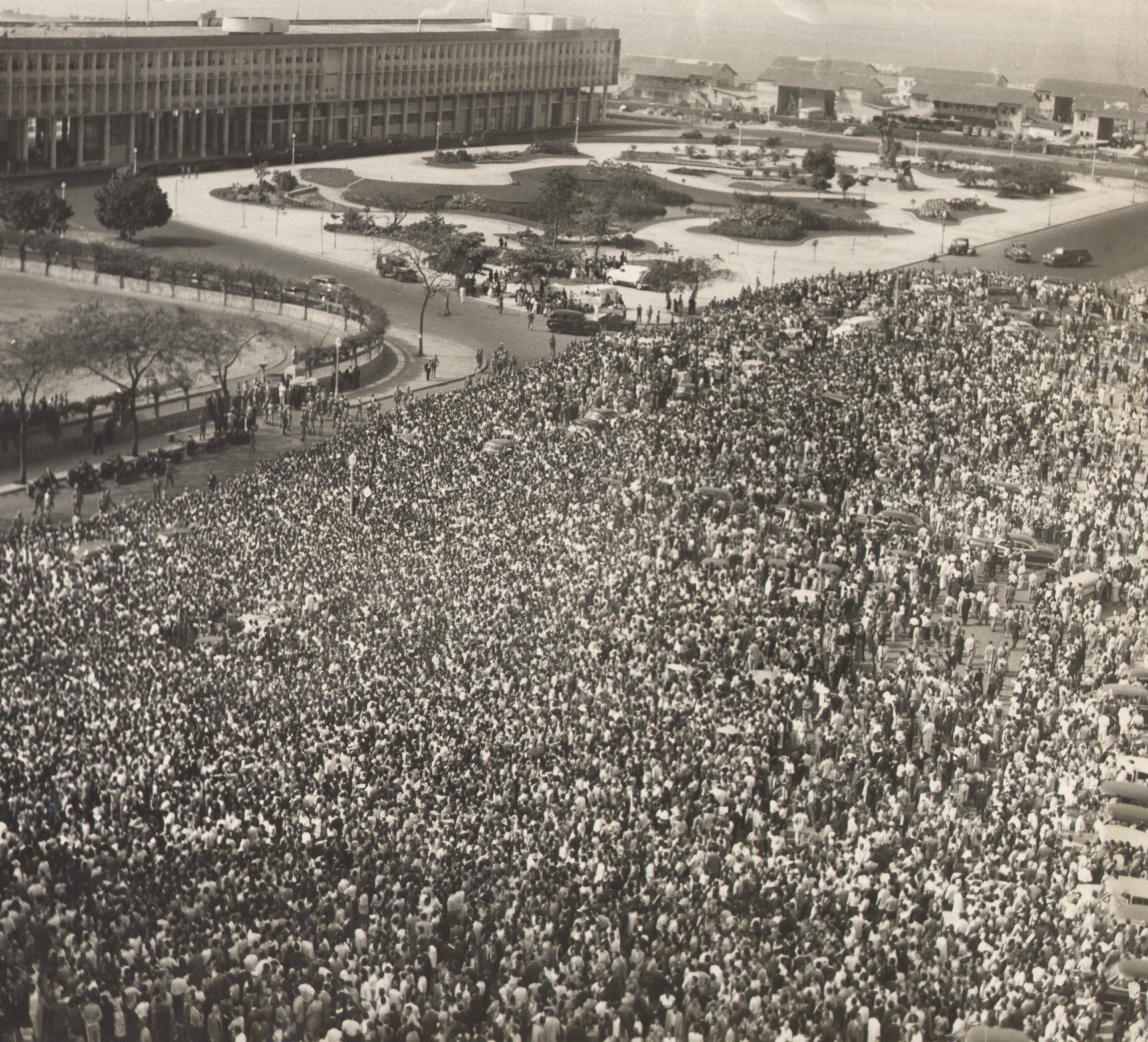
Traslado do corpo de Getúlio Vargas do Rio de Janeiro para o enterro em São Borja.

Com grande comoção popular nas ruas, seu corpo foi levado para ser enterrado em sua terra natal. A família de Getúlio recusou-se a aceitar que um avião da FAB transportasse o corpo do político até o Rio Grande do Sul. A família de Getúlio também recusou as homenagens oficiais que o novo governo de Café Filho queria prestar ao ex-presidente falecido. Getúlio deixou duas notas de suicídio, uma manuscrita e outra datilografada, as quais receberam o nome de carta-testamento.
Uma versão datilografada, feita em três vias, e mais extensa desta carta-testamento, foi lida, de maneira emocionada, por João Goulart, no enterro de Getúlio em São Borja. Nesta versão datilografada é que aparece a frase "Saio da vida para entrar na história". Esta versão datilografada da carta-testamento até hoje é alvo de discussões sobre sua autenticidade. Chama muito a atenção nela, a frase em castelhano: "Se queda desamparado".
Assim, tanto na vida quanto na morte, Getúlio foi motivo de polêmica. Também fez um discurso emocionado, no enterro de Getúlio, na sua cidade natal São Borja, o amigo e aliado de longa data Osvaldo Aranha que disse: "Nós, os teus amigos, continuaremos, depois da tua morte, mais fiéis do que na vida: nós queremos o que tu sempre quiseste para este País. Queremos a ordem, a paz, o amor para os brasileiros!".
Osvaldo Aranha, que tantas vezes rompera e se reconciliara com Getúlio, acrescentou: "Quando, há vinte e tantos anos, assumiste o governo deste País, o Brasil era uma terra parada, onde tudo era natural e simples; não conhecia nem o progresso, nem as leis de solidariedade entre as classes, não conhecia as grandes iniciativas, não se conhecia o Brasil. Tu entreabriste para o Brasil a consciência das coisas, a realidade dos problemas, a perspectiva dos nossos destinos".
No dia seguinte ao suicídio, milhares de pessoas saíram às ruas para prestar o "último adeus" ao "pai dos pobres", chocadas com o que ouviram no noticiário radiofônico mais popular da época, o Repórter Esso. Enquanto isso, retratos de Getúlio eram distribuídos para o povo durante o dia. Carlos Lacerda teve que fugir do país, com medo de uma perseguição popular.
No cinquentenário de sua morte, em 2004, os restos mortais de Getúlio foram trasladados para um monumento no centro de sua cidade natal, São Borja.

## Consequências

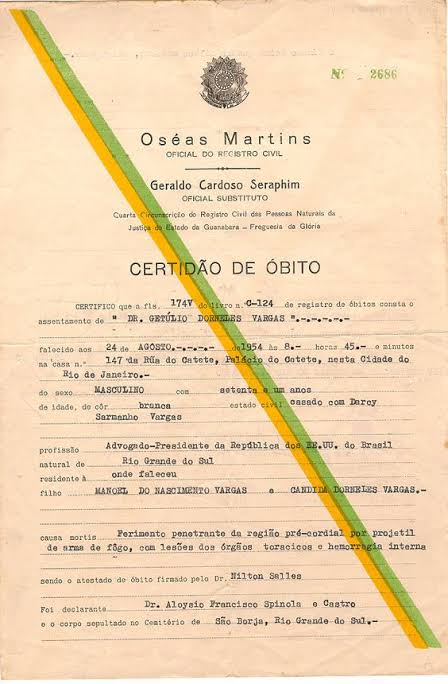
Certidão de Óbito de Getúlio Vargas.

Assumiu então a presidência da república, no dia 24 de agosto, o vice-presidente potiguar Café Filho, da oposição a Getúlio, que nomeou uma nova equipe de ministros e deu nova orientação ao governo.
Há quem diga que o suicídio de Getúlio Vargas adiou um golpe militar que pretendia depô-lo. O pretendido golpe de estado tornou-se, então, desnecessário, pois assumira o poder um político conservador, Café Filho. O golpe militar veio, por fim, em 1964. Golpe de Estado que foi feito, essencialmente, no lado militar, por ex-tenentes de 1930.
Jarbas Passarinho relatou que quando era um "jovem major recém promovido" teria sido "succionado" para campanhas por civis incluindo Carlos Lacerda e diz ter sido puxado pelo braço para derrubar Vargas no dia anterior ao suicídio.
O suicídio de Getúlio fez com que passasse da condição de acusado à condição de vítima. Isto teria preservado a popularidade do trabalhismo e do PTB e impedido Café Filho, sucessor de Getúlio, por falta de clima político, de fazer uma investigação profunda sobre as possíveis irregularidades do último governo de Getúlio.
E, por fim, o clima de comoção popular devido à morte de Getúlio, teria facilitado a eleição de Juscelino Kubitschek à presidência da república e de João Goulart (o Jango) à vice-presidência, (JK), em 1955, derrotando a UDN, adversária de Getúlio. JK e João Goulart são considerados, por alguns, como dois dos "herdeiros políticos" de Getúlio.

## Representação na cultura popular
Anos mais tarde, em 1962, na 6ª faixa do disco LP: Saudades de Passo Fundo, Teixeirinha homenageou o presidente gaúcho Getúlio Vargas, com a faixa de nome: "24 de agosto", lembrando o impacto popular que foi a morte repentina do então presidente do Brasil.

### Filmes
- O País dos Tenentes (1987).
- Getúlio (2014).
- Getúlio Vargas, sob direção de Sylvio Back, em 1980;
- Getúlio Vargas, em 1974, sob direção de Ana Carolina;
- O Mundo em que Getúlio viveu, em 1963, que teve direção de Jorge Ileli.

### Series
- Agosto (1993)